# Fernandezina gyirongensis
Fernandezina gyirongensis is een spinnensoort uit de familie Palpimanidae. De soort komt voor in China.